# ジェルメーヌ・ド・フォワ
ジェルメーヌ・ド・フォワ（Germaine de Foix, 1488年 - 1538年10月18日）は、アラゴン王フェルナンド2世の2番目の妻で、アラゴン、シチリア、ナポリ、ナバラの王妃。スペイン語名はヘルマーナ（Germana de Foix）。フランス貴族フォワ伯家の出身で、父はナルボンヌ子爵ジャン・ド・フォワ、母はフランス王ルイ12世の姉マリー・ドルレアン。弟ヌムール公ガストン・ド・フォワはフランスの将軍として活躍した。

## 生涯
1504年に先妻であるカスティーリャ女王イサベルを亡くした後、後継者問題に悩まされていたフェルナンド2世は新たな男子をもうけようと、翌1505年に異母姉レオノールの孫であるジェルメーヌと再婚した。この年フェルナンド2世は53歳、ジェルメーヌは17歳であった。ジェルメーヌの叔父であるフランス王ルイ12世とフェルナンド2世はナポリ王国の支配を争った経緯があり、この結婚には両者の関係修復の意図もあった。
1509年にジェルメーヌが生んだ息子フアンはすぐに夭逝し、以後はフェルナンド2世との間に子供は生まれなかった。
ジェルメーヌとの再婚は、一方ではナバラ王国の獲得の口実にもなった。ジェルメーヌの祖母レオノールはナバラ女王であり、父ナルボンヌ子爵ジャンはナバラ王位を要求して内乱を起こしたことがあった。ジャンの唯一の男子であったヌムール公ガストンがラヴェンナの戦いで戦死した1512年、フェルナンド2世はナバラ侵攻のため軍勢を派遣し、翌1513年にジェルメーヌの王位継承権に基づいてナバラ王即位を宣言、1515年に征服が完了した。ジェルメーヌの従姉であるナバラ女王カタリナと夫フアン3世（ジャン・ダルブレ）はフランスへ逃れた。
フェルナンド2世が1516年に没すると、その王位を継いだのは孫カルロス1世（のち神聖ローマ皇帝カール5世となる）だった。カルロスはまだ若い義理の祖母で又従姉にあたるジェルメーヌとの間に私生児イサベル (es) をもうけたが、その後ヨハン・フォン・ブランデンブルク＝アンスバッハ（en, アンスバッハ辺境伯フリードリヒの息子でプロイセン公アルブレヒトの弟）と結婚させることにし、2人はバルセロナで式を挙げた。1523年、2人はカールによりバレンシア副王とされた。
1526年にジェルメーヌはヨハンと死別したため、今度はカラブリア公フェルナンド（イタリア名フェルディナンド、フェルナンド2世が廃位したナポリ王フェデリーコ1世の王太子だった）と3度目の結婚をした。ジェルメーヌはカラブリア公と共に引き続きバレンシア副王を務め、2人は芸術と音楽の後援者となった。1538年にジェルメーヌは没するが、その後もカラブリア公は1550年の自身の死まで副王を務めた。死後はバレンシアの王立聖ミゲル修道院に埋葬された。